# Romagny Fontenay
Romagny Fontenay est une commune française située au sud du département de la Manche en région Normandie, peuplée de 1 247 habitants. Elle est créée le 1er janvier 2016 par la fusion de deux communes, sous le régime juridique des communes nouvelles. Les communes de Romagny et Fontenay deviennent des communes déléguées.

## Géographie

### Hydrographie
La commune est située dans le bassin Seine-Normandie. Elle est drainée par la Sélune, l'Argonce, la Cance, la Gueuche, le ruisseau de Marsenne, le ruisseau des Cochardieres, un bras de la Cance, un bras de l'Argonce, le Cançon, le cours d'eau 01 de la Délinière, le cours d'eau 01 de la Joptière, le cours d'eau 02 de la Doitée, le fossé 01 de la Belle Croix, le fossé 01 de la Bistrie, le fossé 01 de la Margeriais, le fossé 01 de la Ricoulière, le fossé 01 de la Touche Boiscirey, le fossé 01 des Dix Sillons, le fossé 01 des Lorières, le fossé 01 du Challenge, le fossé 01 du Moulin de Juvigny, le fossé 01 du Petit Bois Ménard, le fossé 16 du Château, le ruisseau des Charbonnelais et divers autres petits cours d'eau,.
La Sélune, d'une longueur de 85 km, prend sa source dans la commune de Saint-Cyr-du-Bailleul et se jette  dans la Sée en limite de Courtils et de Vains, après avoir traversé 15 communes. Les caractéristiques hydrologiques de la Sélune sont données par la station hydrologique située sur la commune de Mortain-Bocage. Le débit moyen mensuel est de 2,71 m3/s. Le débit moyen journalier maximum est de 28 m3/s, atteint lors de la crue du 28 décembre 1999. Le débit instantané maximal est quant à lui de 42,9 m3/s, atteint le 11 juin 1993.

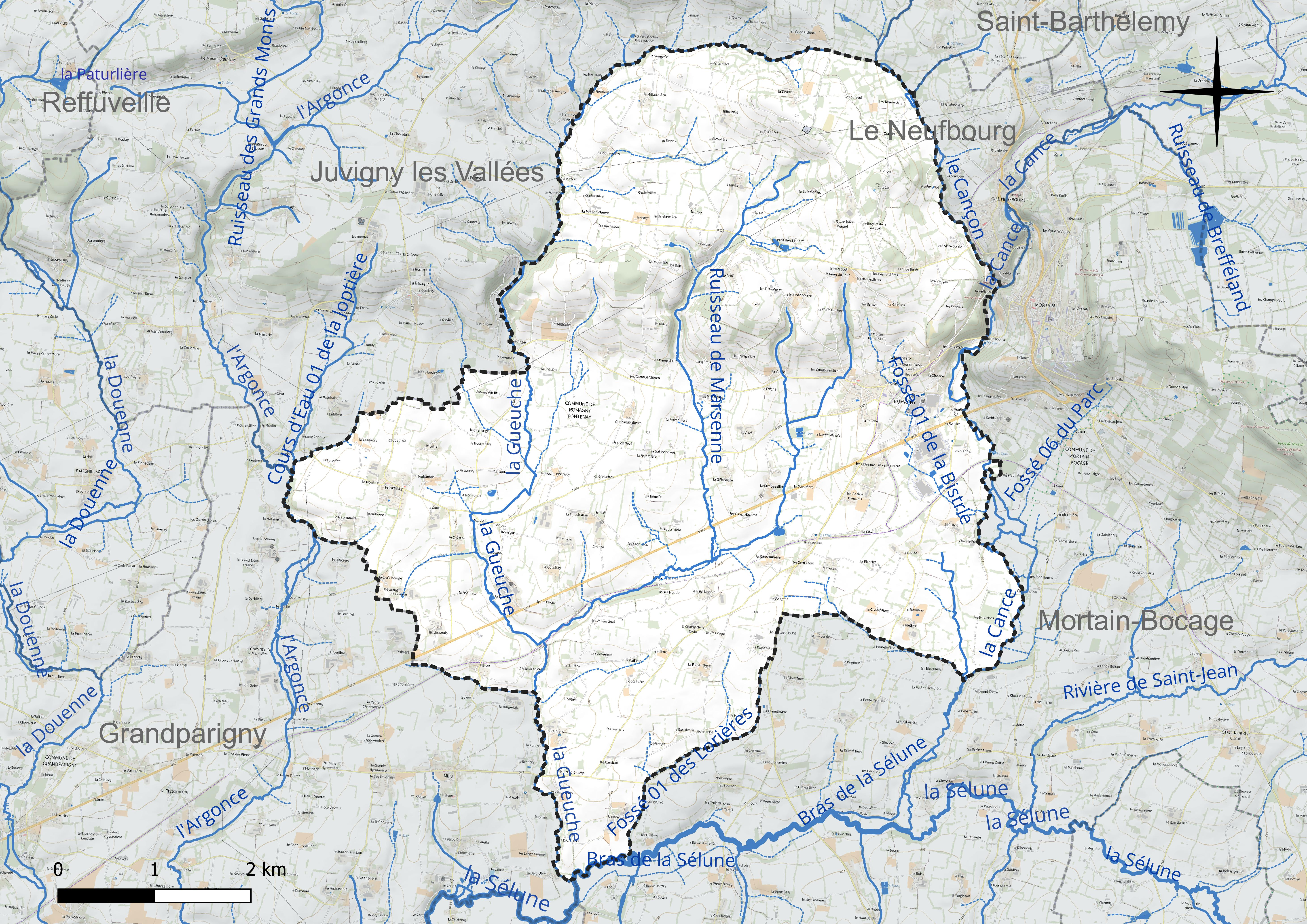
Réseau hydrographique de Romagny Fontenay.

L'Argonce, d'une longueur de 16 km, prend sa source dans la commune de Juvigny les Vallées et se jette  dans la Sélune à Grandparigny, après avoir traversé trois communes. 
La Cance, d'une longueur de 19 km, prend sa source dans la commune de Ger et se jette  dans la Sélune à Mortain-Bocage, après avoir traversé cinq communes. 
La Gueuche, d'une longueur de 13 km, prend sa source dans la commune  et se jette  dans la Sélune à Grandparigny, après avoir traversé trois communes. 

### Climat
Pour des articles plus généraux, voir Climat de la Normandie et Climat de la Manche.
En 2010, le climat de la commune est de type climat océanique franc, selon une étude du CNRS s'appuyant sur une série de données couvrant la période 1971-2000. En 2020, Météo-France publie une typologie des climats de la France métropolitaine dans laquelle la commune est exposée à un climat océanique et est dans une zone de transition entre les régions climatiques « Normandie (Cotentin, Orne) » et « Bretagne orientale et méridionale, Pays nantais, Vendée ». Parallèlement le GIEC normand, un groupe régional d’experts sur le climat, différencie quant à lui, dans une étude de 2020, trois grands types de climats pour la région Normandie, nuancés à une échelle plus fine par les facteurs géographiques locaux. La commune est, selon ce zonage, exposée à un « climat contrasté des collines », correspondant au Bocage normand, bien arrosé, voire très arrosé sur les reliefs les plus exposés au flux d’ouest, et frais en raison de l’altitude.
Pour la période 1971-2000, la température annuelle moyenne est de 10,5 °C, avec une amplitude thermique annuelle de 13,2 °C. Le cumul annuel moyen de précipitations est de 957 mm, avec 14,3 jours de précipitations en janvier et 8,4 jours en juillet. Pour la période 1991-2020, la température moyenne annuelle observée sur la station météorologique la plus proche, située sur la commune de Saint-Hilaire-du-Harcouët à 11 km à vol d'oiseau, est de 11,5 °C et le cumul annuel moyen de précipitations est de 929,5 mm,. Pour l'avenir, les paramètres climatiques de la commune estimés pour 2050 selon différents scénarios d’émission de gaz à effet de serre sont consultables sur un site dédié publié par Météo-France en novembre 2022.

## Urbanisme

### Typologie
Au 1er janvier 2024, Romagny Fontenay est catégorisée commune rurale à habitat dispersé, selon la nouvelle grille communale de densité à sept niveaux définie par l'Insee en 2022.
Elle est située hors unité urbaine et hors attraction des villes,.

## Toponymie
Le nom est composé du nom des deux communes déléguées, sans trait d'union. À noter que les deux toponymes avaient des homonymes dans la France.
Romagny est attesté sous les formes de Romaneio en 1129, Romaniacho en 1144, Romagneio en 1163, Roumaigné en 1386, Roumeigny en 1394.
Fontenay repose sur le latin fontana « source », suivi du suffixe latin -etu qui évoque la présence. D'où : « le lieu où il y a des sources ».

## Histoire

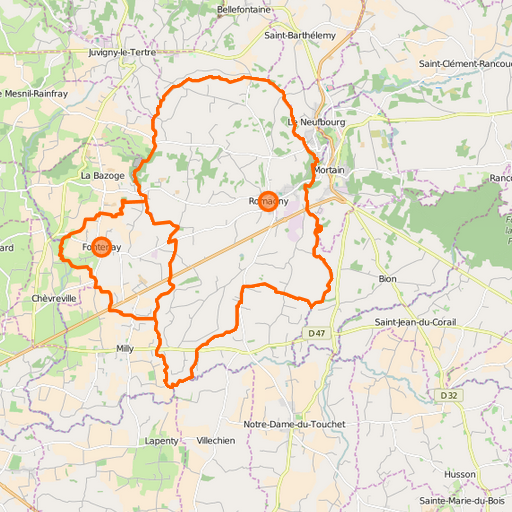
Les deux communes déléguées.

La commune est créée le 1er janvier 2016 par la fusion de deux communes, sous le régime juridique des communes nouvelles instauré par la loi no 2010-1563 du 16 décembre 2010 de réforme des collectivités territoriales.

## Politique et administration

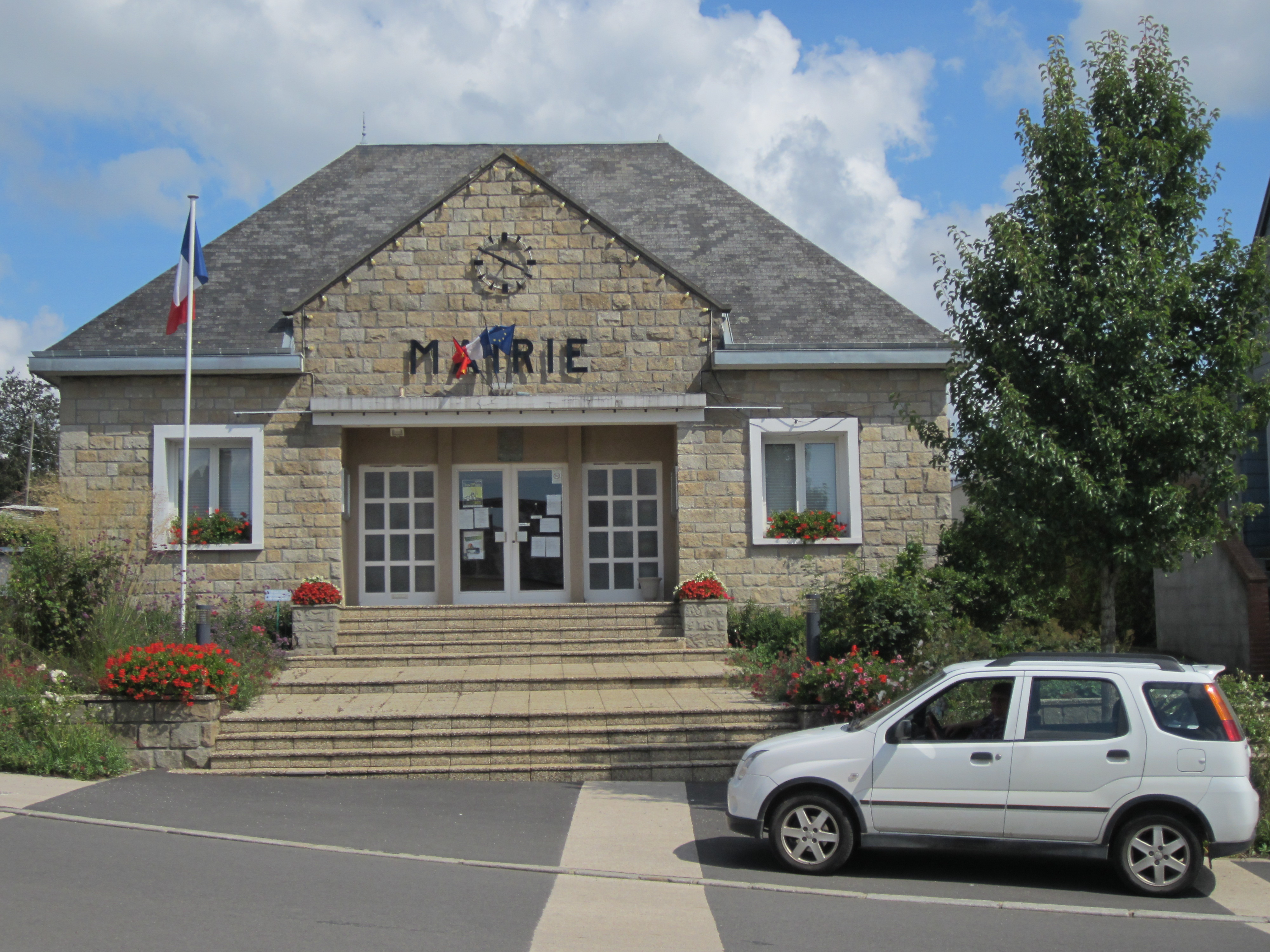
La mairie.

| Nom             | Code Insee | Intercommunalité | Superficie (km2) | Population (dernière pop. légale) | Densité (hab./km2) |
| --------------- | ---------- | ---------------- | ---------------- | --------------------------------- | ------------------ |
| Romagny (siège) | 50436      | CC du Mortainais | 29,46            | 953 (2021)                        | 32                 |
| Fontenay        | 50189      | CC du Mortainais | 6,85             | 306 (2021)                        | 45                 |

### Liste des maires
| Période      | Période  | Identité         | Étiquette | Qualité                                        |
| ------------ | -------- | ---------------- | --------- | ---------------------------------------------- |
| janvier 2016 | mai 2020 | André Bouillault |           | Agriculteur retraité, maire délégué de Romagny |
| mai 2020     | En cours | Thierry Armand   | SE        | Responsable de projet                          |

## Population et société

### Démographie
L'évolution du nombre d'habitants est connue à travers les recensements de la population effectués dans la commune depuis sa création.
En 2022, la commune comptait 1 247 habitants, en évolution de −6,8 % par rapport à 2016 (Manche : −0,31 %, France hors Mayotte : +2,11 %).
| 2014  | 2019  | 2022  |
| ----- | ----- | ----- |
| 1 337 | 1 278 | 1 247 |

## Culture locale et patrimoine

### Patrimoine religieux
- Église Notre-Dame (XVIe siècle). Elle abrite une chaire du XVIIIe et une Vierge à l'Enfant du XVIe classées à titre d'objets aux Monuments historiques[44].
- Chapelle Saint-Vital.
- Église Saint-Pierre du XVe siècle, abritant des vitraux également du XVe, restaurés en 1935, classés à titre d'objets aux Monuments historiques[45].

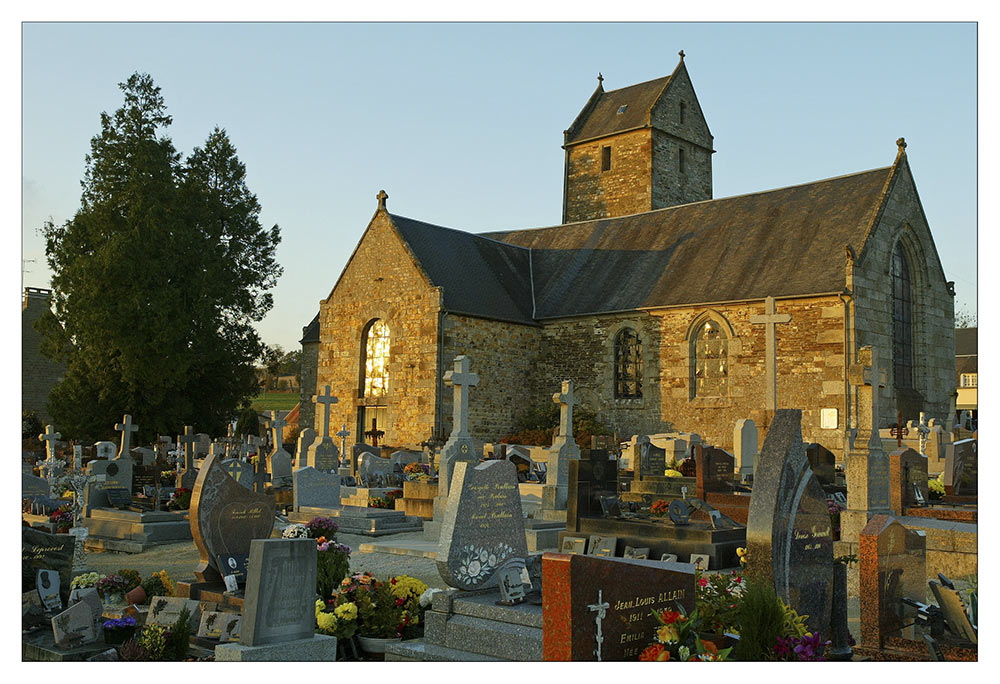
Église Notre-Dame.
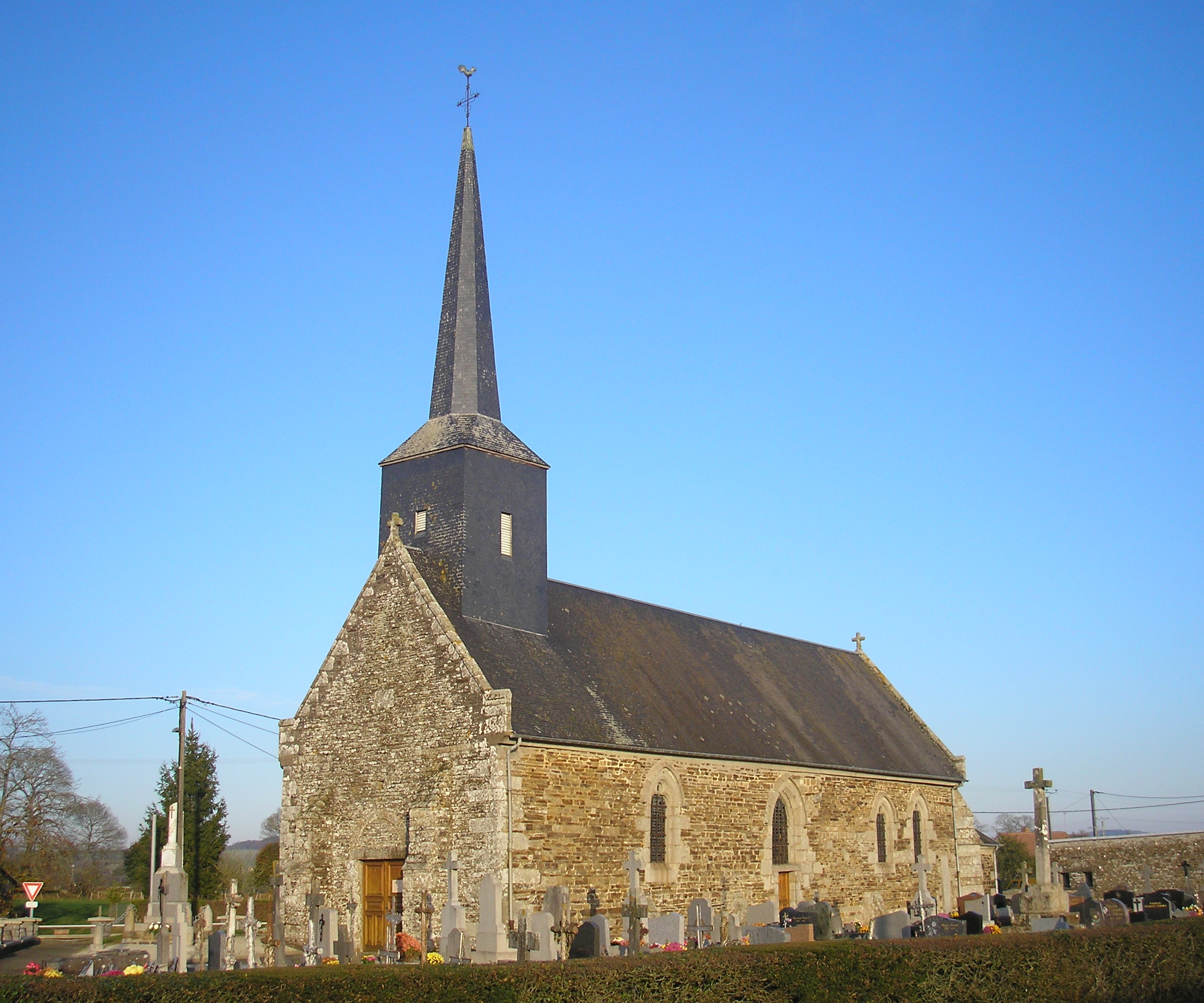
Église Saint-Pierre.
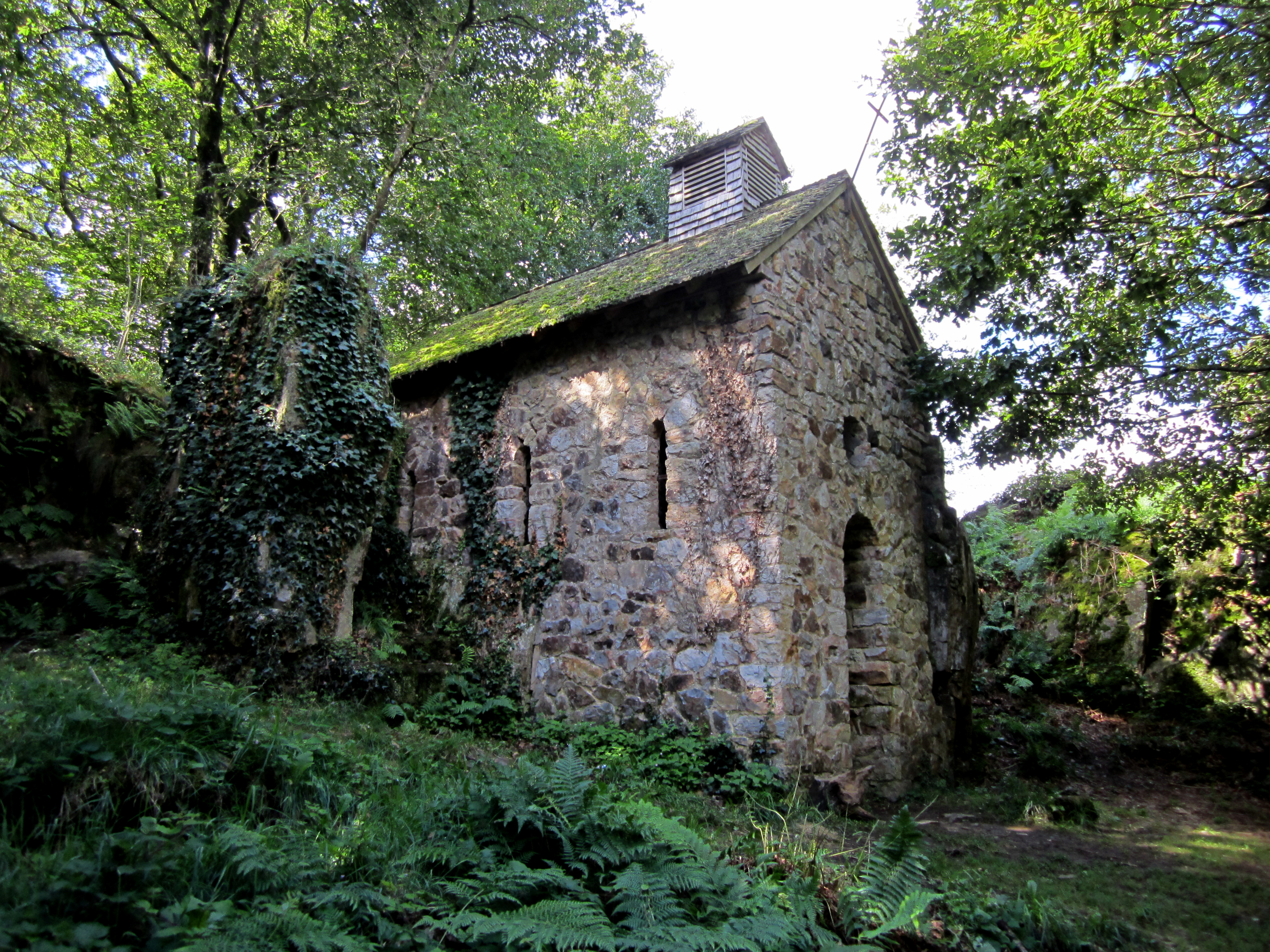
Chapelle Saint-Vital.

### Lieux et monuments

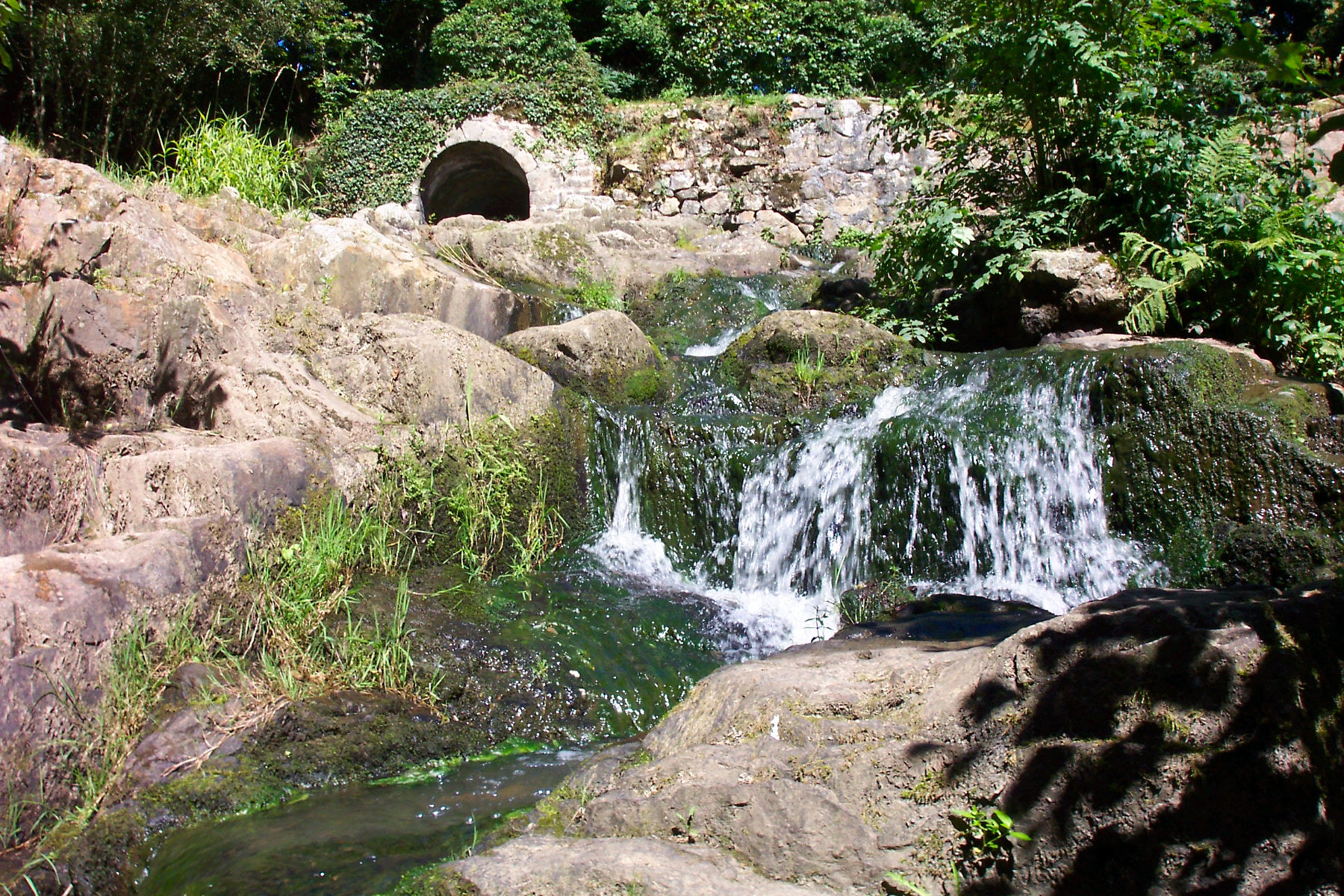
Le pont du Diable.

- Le pont du Diable et la Petite Cascade, sur le Cançon, affluent de la Cance, généralement désignée à tort Petite Cascade de Mortain, sont situés en limite entre Le Neufbourg et Romagny.
- Rocher de l'Aiguille, dominant la vallée de la Cance, site équipé pour l'escalade.